# Dampetrus isolatus
Dampetrus isolatus is een hooiwagen uit de familie Assamiidae.